# Rosenschlößl

Aquarell 1912

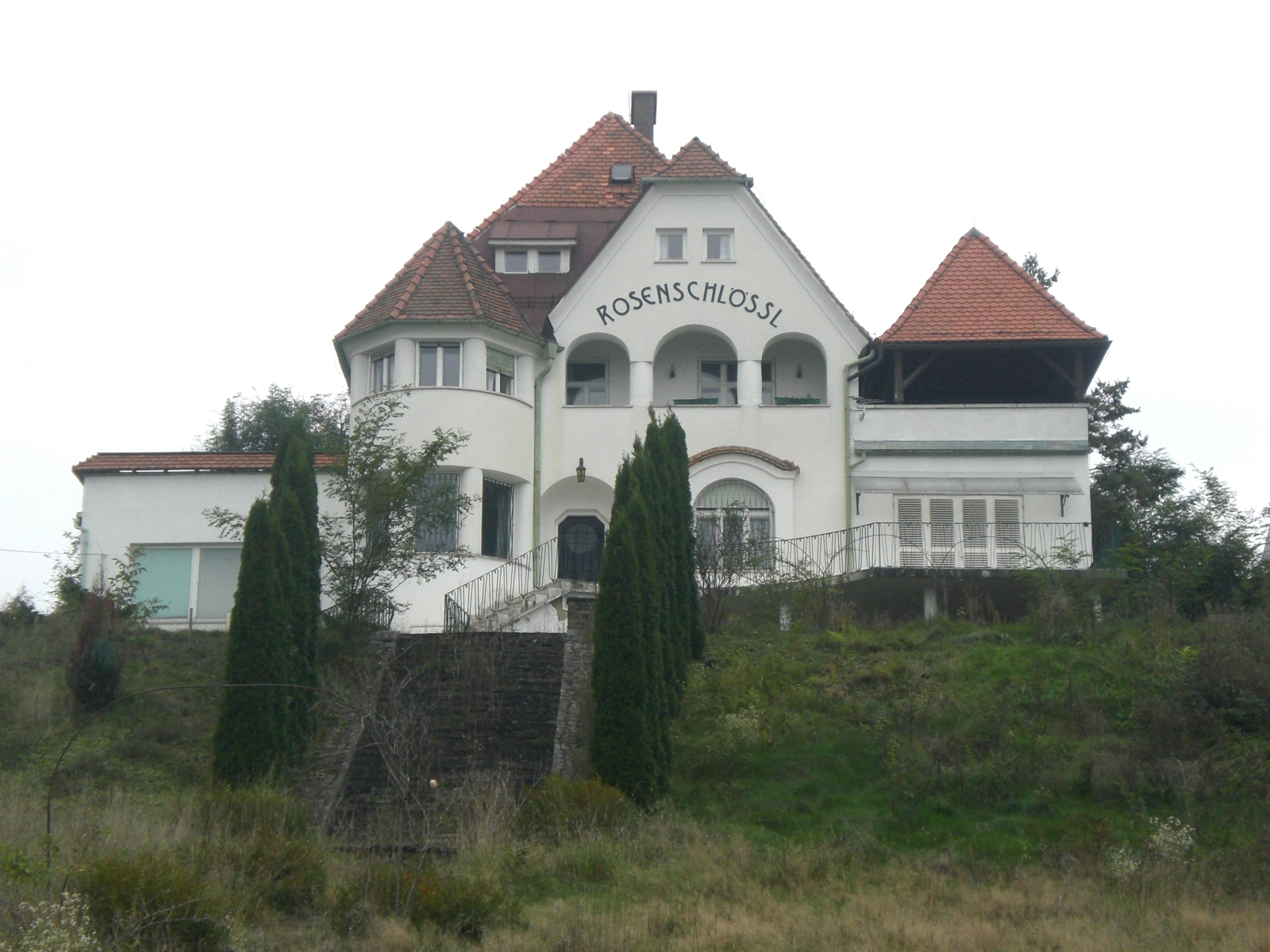
Rosenschlößl 2010

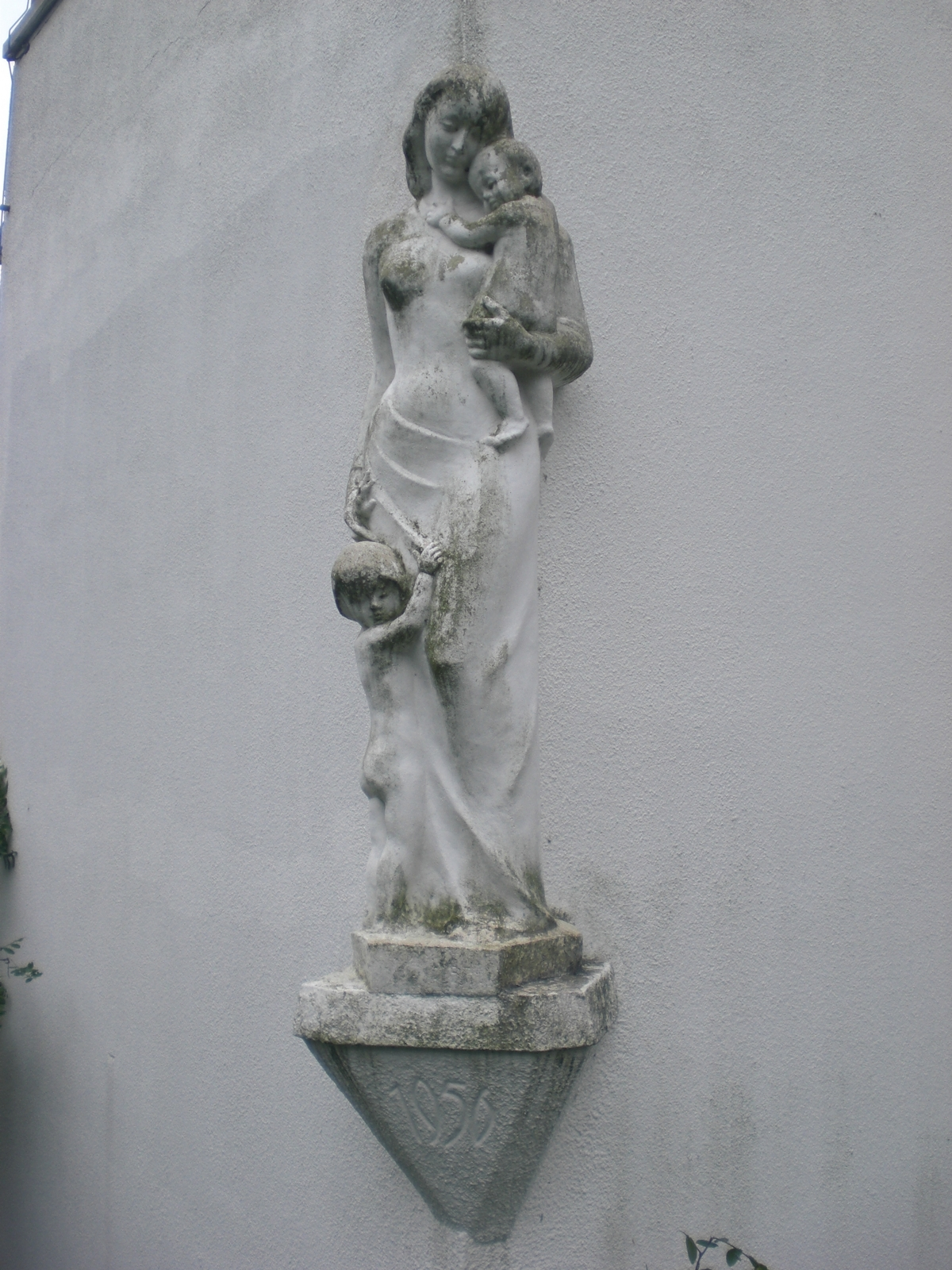
Plastik von Erwin Huber 1956

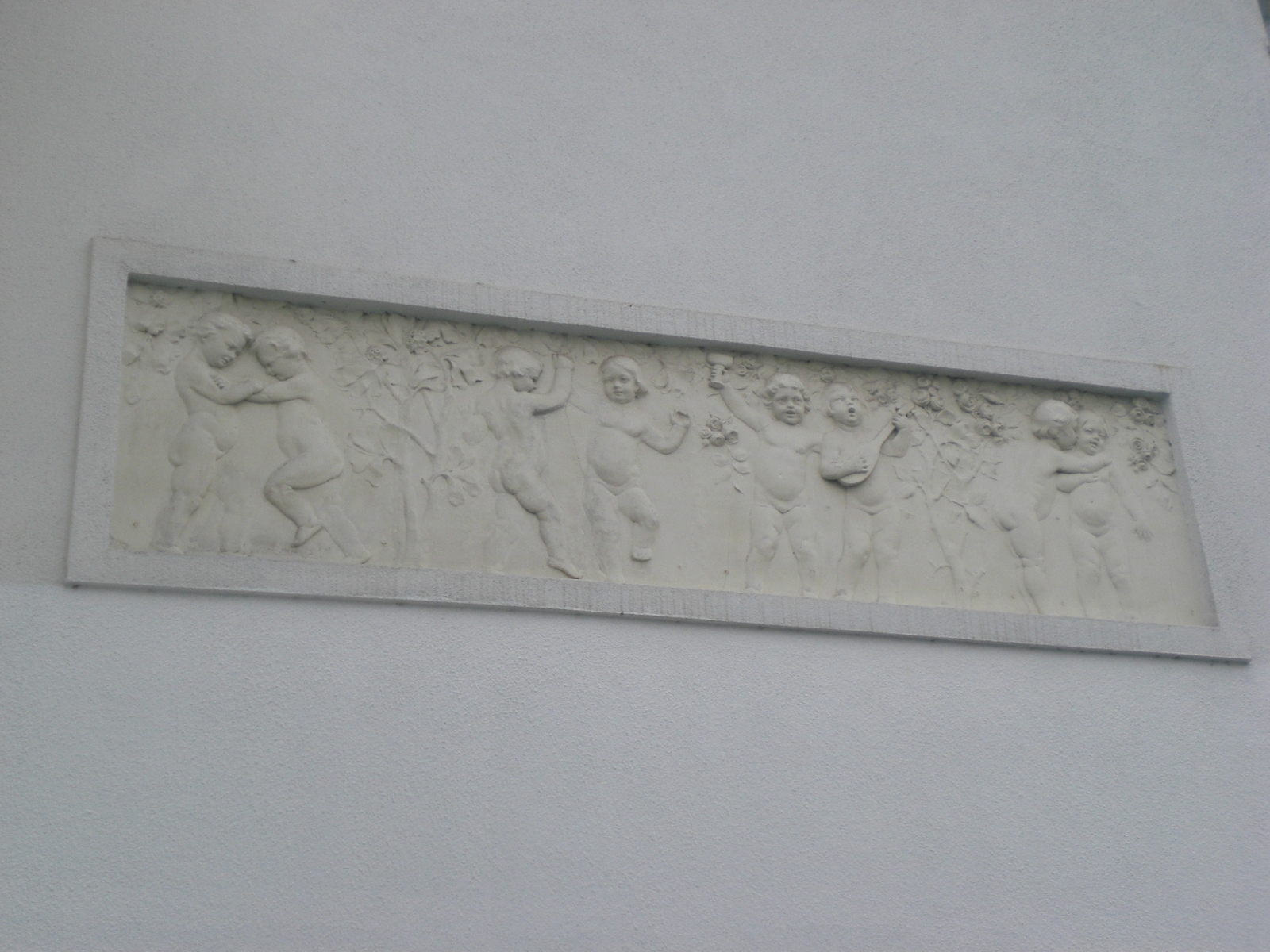
Puttenrelief 1912

Das Rosenschlößl ist ein kleines Schloss mit Gesindehaus auf dem Rosenberg im elften Grazer Stadtbezirk Mariatrost. Nach diesem Bauwerk ist seit 1948 auch der „Rosenschlößlweg“ benannt.

## Geschichte und Gestaltung
Im Jahre 1912 wurde es nach den Plänen der Stadtbaumeister und Architekten W. Burgstaller und A. Zauner als zweigeschoßiges, freistehendes Gebäude mit einem durch Erker, Loggien, Vor- und Rücksprünge stark gegliederten Baukörper erbaut. Das steile Dach enthält Turmzimmer und Mansarde. Die Fassadierung weist einen Übergang vom Historismus zur Moderne auf.
1956 wurde der Bau vollständig restauriert und um einen Turm und einen Wintergarten erweitert, in dem sich ein Stuckplafond mit Putten des Bildhauers Erwin Huber befindet. An der Fassade sowie in der umgebenden Gartenanlage befinden sich ebenfalls Plastiken von Erwin Huber. Ein Puttenrelief an der Fassade ist aus der Erbauungszeit erhalten.